# Грозненское суворовское военное училище МВД
Грозненское Суворовское военное училище имени Ахмата Кадырова Министерства внутренних дел Российской Федерации (СВУ МВД) — Суворовское военное училище МВД России, расположенное в г. Грозный, Чеченская Республика. Основано в 2008 году. Носит имя Ахмата Кадырова.

## История
Грозненское СВУ МВД — третье по счету училище данного профиля в системе МВД России, после Новочеркасского и Санкт-Петербургского училищ. Торжественное открытие Суворовского военного училища состоялось 1 сентября 2008 года.

## Деятельность

### Начальник училища
Кандидат юридических наук — полковник внутренней службы  Лом-Али Бахаев.